# Kyber-sexuální deviace
Kyber-sexuální deviace je čtvrtý díl čtvrté řady amerického televizního seriálu Teorie velkého třesku. V této epizodě hostují Katee Sackhoff, George Takei a Carol Ann Susi. Režisérem epizody je Mark Cendrowski.

## Děj
Howard se snaží obnovit vztah s Bernadette. Požádá o pomoc Penny, která chce vědět, proč se rozešli. Howard jí prozradí, že to bylo kvůli tomu, že ji „podvedl“ v počítačové hře s jinou postavou. Bernadette se schůzkou s Howardem souhlasí a dvojice se znovu dává dohromady.
Mezitím se Sheldon dohaduje s Rajem, neboť si Raj do jejich společné kanceláře zařídí poměrně velký kancelářský stůl.

## Obsazení
| Johnny Galecki | Leonard Hofstadter      |
| Jim Parsons    | Sheldon Cooper          |
| Kaley Cuoco    | Penny                   |
| Simon Helberg  | Howard Wolowitz         |
| Kunal Nayyar   | Raj Koothrappali        |
| Melissa Rauch  | Bernadette Rostenkowski |
| Katee Sackhoff | sebe                    |
| George Takei   | sebe                    |
| Carol Ann Susi | Debbie Wolowitz         |